# Walkabout (rite aborigène)
Pour les articles homonymes, voir Walkabout.

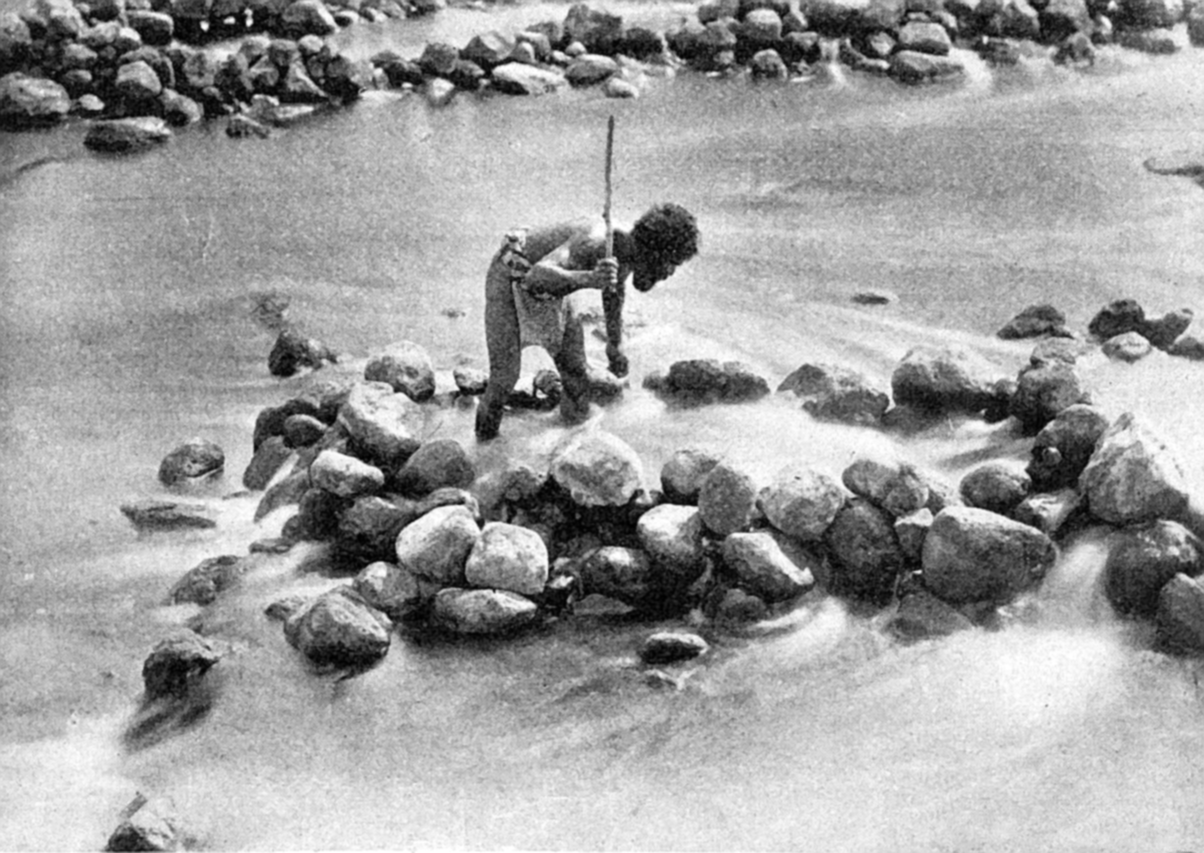
Un jeune homme utilisant un piège à poissons, exemple d'une vie plus sédentaire que nomade.

Walkabout est le terme anglais donné au rite d'initiation des Aborigènes d'Australie (les premiers autochtones australiens) que les garçons accomplissent pendant l'adolescence et qui consiste à vivre dans le bush et l'outback (désert) pendant quelque six mois.
Par cette pratique, les jeunes recherchent les signes laissés par leurs ancêtres et aspirent à imiter leurs traits héroïques. Ces longues déambulations dans les étendues désertiques jouent un rôle vital pour le contact et l'échange (à la fois matériel et spirituel) des ressources au sein des populations disséminées sur les vastes étendues désertiques.

## Représentations dans les arts
- Walkabout, roman de James Vance Marshall (en) paru en 1959
- Walkabout, titre original du film La Randonnée de Nicolas Roeg sorti en 1971
- Dans la bande dessinée Le Rêveur du Never Never, épisode de La Jeunesse de Picsou publié par Don Rosa en 1993, le personnage de Jabiru effectue un Walkabout quand Picsou croise sa route.